# 打基达镇区
打基达镇区，是缅甸仰光省波达通县下辖的一个镇区。

## 历史沿革
2022年4月30日，打基达镇区划归波达通县管辖。